# Eugene (cantora)
Kim Yoo Jin (hangul: 김유진) mais conhecida pelo seu nome artístico Eugene (hangul: 유진) é uma cantora,modelo e atriz sul-coreana populamente conhecida por ser ex-membro do grupo S.E.S. Após a separação do grupo, em 2002, ela deixou a SM Entertainment.
Já como atriz, Eugene participou de diversas produções, sendo as mais notáveis  All About My Mom (2015) e The Penthouse: War in Life (2020–2021)

## Biografia
Com a sugestão de seu avô, que se estabeleceu em Guam, sua família imigrou para Guam depois que ela terminou o primeiro semestre do ensino fundamental da quinta série. Ela frequentou Agueda I. Johnston Middle School de outubro 1992 até junho 1995 e John F. Kennedy High School de junho a setembro de 1997. Ela voltou para a Coréia com sua mãe e irmã mais nova para terminar o ensino médio, e eventualmente se formou na escola coreana Kent Foreign School, Seul em junho de 1999.

## Carreira

### S.E.S.
Eugene fez sua estreia com S.E.S. em 1997. SES teve um tremendo sucesso, tornando-se o grupo feminino de K-pop mais vendido de todos os tempos, até que Twice quebrou seu recorde em 2019. O grupo se separou no final de 2002 depois que Bada e Eugene saíram da SM Entertainment, enquanto Shoo permaneceu até 2006.
Em outubro de 2016, Eugene, juntamente com Bada e Shoo re-formaram o S.E.S. para comemorar seu 20º aniversário desde a estreia do grupo. Eles começaram seu projeto de estreia do 20º aniversário com o single digital lançado "Love [Story]", um remake de seu single "Love" de 1999 com o projeto digital SM Station em 28 de novembro e seu videoclipe lançado em 29 de dezembro.
No início de dezembro de 2016, exibiram um reality show de dez episódios "Remember, I'm Your S.E.S.", que foi transmitido pelo aplicativo móvel Oksusu. Para acompanhar sua estreia no 20º aniversário, eles realizaram um concerto "Remember, the Day", em 30 e 31 de dezembro no Daeyang Hall da Sejong University em Seul.
Em 2 de janeiro, o álbum especial de sua estreia no 20º aniversário, Remember, foi lançado. O álbum consiste em singles duplos. "Remember" foi lançado digitalmente em 1º de janeiro e "Paradise" foi lançado junto com o álbum em 2 de janeiro. Elas realizaram um fanmeet como seu último projeto no 20º aniversário chamado "I Will Be There, Waiting For You" em 1 de março de 2017.

### Carreira solo
Depois de S.E.S. separou-se no final de 2002, Kim estrelou em quatro dramas coreanos: Loving You, Save The Last Dance for Me, Wonderful Life e Love Truly. Ela também apareceu em comerciais e anúncios, e lançou dois álbuns solo. My True Style, seu primeiro álbum, vendeu quase 65.000 discos e teve uma balada de sucesso, "The Best". Seu segundo álbum, 810303, vendeu decepcionantes 19.000 cópias. Embora as vendas tenham sido baixas, o single "Windy" foi um sucesso, pois foi indicado ao primeiro lugar no programa musical Music Camp.
Eugene fez sua estréia no teatro na adaptação musical do filme Innocent Steps e sua estréia no cinema em Unstoppable Marriage. Depois de assumir os papéis principais nos dramas One Mom and Three Dads, e Creating Destiny, Eugene então estrelou na série de televisão King of Baking, Kim Takgu, que foi um grande sucesso e ganhou um status de "drama nacional".
Em 2007, Eugene substituiu Lee Hyori como um dos co-apresentadores do programa de variedades Happy Together Friends, até que o programa foi reformulado para uma terceira temporada. Após o sucesso de seu programa anterior Eugene's Makeup Diary, a rede de TV a cabo a escolheu novamente como apresentadora do programa Get It Beauty, que começou a ser exibido em julho de 2010.
Eugene é autora de dois livros: Eugene's Beauty Secrets e Eugene's Get It Beauty. Ela também é co-presidente da marca de roupas byMOMO.
Em 2012, ela se tornou a apresentadora da 3ª temporada do show principal da competição de canto amador da MBC, The Great Birth. Seu próximo papel principal foi no drama familiar do fim de semana de 2013, A Hundred Year Legacy, que atingiu classificações de mais de 30%. Ela então estrelou mais dois dramas familiares, Can We Fall in Love, Again? e All About My Mom.
Em 17 de dezembro de 2018, foi anunciado que Eugene assinou com a INN Company após decidir não renovar seu contrato com a C9 Entertainment.

Em 2020, ela foi protagonista da série de TV The Penthouse: War in Life exibida na SBS TV a partir de 26 de outubro.